# Valse triste

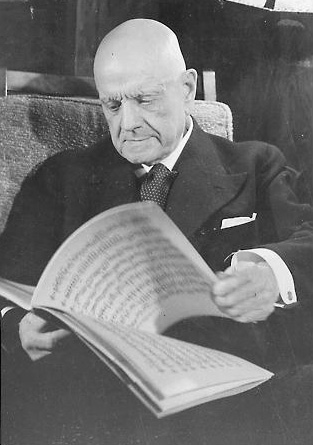

Valse triste, sorglig vals, Op. 44, No. 1. Det mest kända stycket med detta namn är komponerat av den finske kompositören Jean Sibelius år 1904 och skrivet för orkester, men finns även i arrangemang för piano. Valsen är hämtad ur Sibelius musik till teaterpjäsen Döden (Kuolema) av svågern Arvid Järnefelt.
En föregångare till Valse triste framfördes första gången den 2 december 1903 under namnet, Tempo di valse lento - Poco risoluto och blev klar just före premiären av skådespelet Döden. Stycket reviderades året efter och framfördes i Helsingfors den 25 april 1904 som Valse triste.
Verket sägs ha kommit till då Sibelius hade drabbats av influensa och försökte kurera denna med stora mängder kinin, den tidens medel mot förkylning. Några månader senare tvingades han på grund av penningknipa att sälja Valse triste till sin förläggare för 100 Mark. Han anade då inte att valsen redan efter några år skulle komma att bli världskänd (och göra förläggaren till en förmögen man) och i olika arrangemang spelas även av restaurangorkestrar. Stycket har senare även kommit att benämnas som Op. 44, No. 1.